# Hayes-Gletscher (Alaskakette)
Der Hayes-Gletscher ist ein 19 km langer Talgletscher in der nördlichen Alaskakette in Alaska (USA). 
Der Hayes-Gletscher hat sein Nährgebiet an der Westflanke des Mount Hayes auf einer Höhe von ungefähr 2300 m. Weiterhin wird er im Südwesten von den Gipfeln Mount Balchen, Mount Geist und Mount Skarland eingerahmt. Der 900 m breite Gletscher strömt anfangs in nördlicher, später in nordöstlicher und östlicher Richtung talabwärts. Ein größerer Tributärgletscher, der die Ostflanke des Mount Hayes entwässert, trifft von Süden kommend auf den Hauptgletscher. Dieser wendet sich in Richtung Ostnordost und endet nach weiteren 3,8 km auf einer Höhe von 1050 m. Der Gletscher besitzt zwei Abflüsse: der West Hayes Creek fließt nach Nordwesten zum East Fork Little Delta River, der East Hayes Creek fließt nach Nordosten zum Delta Creek. Beides sind Zuflüsse des Tanana River. Der Hayes-Gletscher ist stark im Rückzug begriffen.
Benannt wurde der Gletscher wie der Berg Mount Hayes nach Charles Willard Hayes (1858–1916), einem Geologen des U.S. Geological Survey (USGS).